# Garreta opacus
Garreta opacus är en skalbaggsart som beskrevs av Redtenbacker 1848. Garreta opacus ingår i släktet Garreta och familjen bladhorningar. Inga underarter finns listade i Catalogue of Life.